# (19120) Доронина
(19120) Доронина (лат. Doronina) — это астероид главного пояса, который был открыт 6 августа 1983 года советским женщиной-астрономом Людмилой Карачкиной в Крымской астрофизической обсерватории и назван в честь Татьяны Дорониной, российской актрисы театра и кино, театрального режиссёра. 

Орбита астероида Доронина и его положение в Солнечной системе